# Воронины (дворянский род)
Воронины — двадцать два дворянских рода, различного происхождения.
Два рода принадлежат к древнему дворянству:
1. Родоначальник Василий Николаевич Воронин, новгородский городовой дворянин, которому за участие в войне с поляками в Смутное время пожалована вотчина в Водской пятине (1616). Потомки его внесены в VI часть дворянской родословной книги С.-Петербургской губернии.
2. Потомки Трофима Афанасьевича Воронина, начального человека рейтарского строя, пожалованного в московские дворяне (1675). Его потомки внесены в VI часть родословной книги Тульской губернии (Гербовник, VII, 122).

Остальные двадцать родов Ворониных получили дворянство по выслуженным чинам и орденам, и внесены во II и III части родословной книги разных губерний.

## История рода
Воронины владели вотчинами в Переяславском уезде, из них Ворона Воронин был дьяком Троице-Сергиева монастыря, а его дядя Алексей-Бобоша Иванович, в иночестве Аврамий келарь в данном монастыре (1432—1446), сделал вклад село Шатровое. Гридня Григорьевич помещик Деревской пятины (1495), Семён Александрович помещик Шелонской пятины (1498), трое представителе рода помещики Водской пятины (1500). В Новгородской области владели поместьями десять представителей рода (1512—1597). Мина Фанин (Фомич) служил великому князь и владел поместьем в Тверском уезде (1540). Дьяк Шестак Воронин упоминается (1548—1563).
В зимнем казанском походе (1550) погибли Нехороший Матвей Иванович сын Игнатьева Воронин, его имя записано в синодик московского Успенского собора на вечное поминовение. В начале Ливонской войны погиб Владимир Воронин (1558). Сын боярский Пётр Давыдович был в Литовском плену (1562). В битве при Молодях погиб каширянин Мовка Григорьевич (июль 1572).
По опричнине казнены в Новгороде: Андрей Воронин, неженатый новгородский подьячий Богдан Воронин, подьячий Василий Воронин (1570), их имена записаны в синодик опальных.
Опричниками Ивана Грозного числились: Дмитрий Григорьевич, Василий и Ефим Ширшиковы, Захар Меньшиков, Иван и Облез Истомины, Иван и Дмитрий Юрьевичи, Дмитрий Облезов, Фёдор Серово Воронины (1573).
В XVI столетии в Каширском уезде владели поместьями пятнадцать представителей рода (1556—1599), Коломенском уезде пять представителей рода (1577). Мордан Тумгеневич владел поместьем в Шелонской пятине (1571), Андрей данилович в Дедиловском уезде (1588), Василий Давыдович в Звенигородском уезде (1592). Дочь Ивана Третьякова Воронина — Аграфены жена князя Ивана Афанасьевича Мещерского (1597).
В XVI и XVII столетии Воронины владели поместьями в Тульском уезде.
Иван Фёдорович вёрстан новичным окладом по Ельцу (1628). Воин Ларионович выборный на Земский собор (1642).
Двенадцать представителей рода владели населёнными имениями (1699).

## Описание герба
В верхней половине щита в золотом и красном полях крестообразно положены два карабина переменных с полями цветов. В нижней половине, в правом голубом поле, изображён золотой крест, а в левом серебряном поле птица чёрного цвета с распростёртыми крыльями.
Щит увенчан дворянским шлемом и короной со страусиными перьями. Намёт на щите золотой и голубой, подложенный красным и золотом. Герб внесён в Общий гербовник дворянских родов Российской империи, часть 7, стр. 122.

## Известные представители
- Воронин Яков Иванович — городской дворянин Бежецкого Верха (1629).
- Воронин Устин Фёдорович — губной староста в Костроме (1641—1642).
- Воронин Пётр — новгородец, убит под Псковом (1649).
- Воронин Трофим Афанасьевич — московский дворянин (1676).
- Воронин Борис Ануфриевич — московский дворянин (1677—1692).
- Воронин Исаак Деевич — московский дворянин (1677—1692).
- Воронин Иван Афанасьевич — московский дворянин (1680)[4].
- Воронин — подпоручик 3-й резервной артиллерийской бригады, погиб в Бородинском сражении (24-26 августа 1812), его имя занесено на стену Храма Христа Спасителя.[5]